# Хоффман, Дарлин
Дарлин Кристиан Хоффман (англ. Darleane Christian Hoffman, род. 8 ноября 1926, Террил, Айова) — американский ядерный химик. Эмерит-профессор Калифорнийского университета в Беркли. Удостоена Национальной медали науки (1997).
В 2000 году введена в Зал славы Women in Technology International.

## Биография
Окончила Университет штата Айова (бакалавр химии и математики, 1948). Там же в 1951 году получила степень доктора философии по физической (ядерной) химии. В 1947—1951 годах одновременно являлась ассистентом в национальной Ames Laboratory — в то время Комиссии по атомной энергии США. В 1952—1953 годах химик в Национальной лаборатории Ок-Ридж. В 1953—1984 годах работала в Лос-Аламосской национальной лаборатории.
В 1964-1965 годах постдок-фелло в Осло, Норвегия.
В 1978-1979 годах стипендиат Гуггенхайма.
В 1982 году приглашённый лектор Института атомной энергии в Пекине, КНР.
С 1984 года профессор кафедры химии Калифорнийского университета в Беркли (ныне эмерит).
С того же 1984 года также научный сотрудник Национальной лаборатории имени Лоуренса в Беркли и с 1991 года научный сотрудник института Ливерморской национальной лаборатории.
В 1987 году фелло Японского общества содействия науке, а в 1990 году — фелло директора Лос-Аламосской национальной лаборатории.
Член Американской академии искусств и наук (1998) и Норвежской АН (1990).
Также член Американского физического общества (1986) и Американской ассоциации содействия развитию науки (1994).
Почётный доктор Университета Кларка (2000) и швейцарского Бернского университета (2001).
Награды
- 1983 — Премия Гленна Сиборга в области ядерной химии[нем.] Американского химического общества
- 1990 — Медаль Гарвана−Олина[англ.] Американского химического общества
- 1997 — Национальная научная медаль, США
- 2000 — Медаль Пристли, высшая награда Американского химического общества
- 2003 — Премия Уильяма Проктера за научные достижения